# Całkowita stopa zwrotu
Całkowita stopa zwrotu dla akcjonariuszy (ang. TSR, Total Shareholder Return) – miernik określający całkowitą stopę zwrotu uzyskiwaną przez akcjonariuszy z tytułu posiadania akcji danego przedsiębiorstwa w okresie rocznym. Miernik ten znajduje zastosowanie jedynie do przedsiębiorstw notowanych na rynkach giełdowych.
Wyraża on sumę zysku wynikającą ze zmiany cen akcji danego przedsiębiorstwa oraz wypłaconych dywidend w okresie posiadania akcji przez inwestora, w relacji do wartości tychże akcji z początku danego roku i wyrażany jest w procentach w ujęciu rocznym.
Formułę miernika TSR zaprezentowano poniżej:
{\displaystyle TSR={\frac {Pk-Pp+C}{Pp}}}
Gdzie:
Pk – rynkowa cena akcji na koniec danego roku,
Pp – rynkowa cena akcji na początku danego roku,
C – gotówka wypłacona w danym roku przypadająca na jedną akcję.
Do najważniejszych zalet miernika TSR zalicza się:
- prosta formuła oparta na publicznie dostępnych danych,
- połączenie zewnętrznej (wycena akcji) i wewnętrznej (poziom dywidendy) perspektywy analizy wartości spółki,
- brak uzależnienia miernika od wielkości przedsiębiorstwa,
- możliwość wykorzystywania miernika do porównań przedsiębiorstw z różnych branż.

Do najważniejszych wad miernika TSR zalicza się:
- możliwość zastosowania tego miernika do oceny działalności jedynie na poziomie całego przedsiębiorstwa,
- możliwość zastosowania tego miernika jedynie do spółek notowanych na rynku giełdowym.